# Вирикс, Иероним
Иероним Вирикс или Иеронимус Виерикс (нидерл. Hieronymus Wierix; 1553, Антверпен — 1619, Антверпен) — фламандский рисовальщик и гравёр, издатель гравюр Золотого века искусства Нидерландов. Мастер репродукционной гравюры в технике офорта. Представитель большой семьи фламандских рисовальщиков и гравёров, работавших в Антверпене и Брюсселе.

## Семья Вириксов
Родоначальником художественной семьи был мастер-мебельщик, краснодеревщик (фр. menuisier) Антон Вирикс (Верикс) Первый (ок. 1520—1572). Он поступил в Гильдию Святого Луки Антверпена в 1545 году, где был записан как краснодеревщик.
Его сыновья стали известными гравёрами: Иероним (1553—1619), Ян (Йоханнес) Вирикс (1549 — ок. 1620), Антон (Антоний) Второй (ок. 1552—1604), Иоанн. Братья, вероятно, учились искусству гравирования, как было принято в то время, у мастера-ювелира. Перечисленные как лютеране во время падения Антверпена в 1585 году, все члены семьи вскоре после этих событий обратились в католичество.
Сын Антона Второго, Антон Вирикс Третий (1596—1624) также стал рисовальщиком и гравёром, но ранняя смерть помешала ему приобрести известность. Братья Вирикс были продуктивными мастерами: в их общем каталоге зарегистрировано 2333 гравюры, большая часть принадлежит Яну Вириксу. Гравюры Вириксов отличаются вниманием к деталям и тонкой техникой офортного штриха.

## Жизнь и творчество Иеронима Вирикса
Иероним и Ян (Йоханнес), вероятно, начали учиться гравированию вместе, и, хотя Иероним был младше на четыре года, он мог идти в ногу со своим старшим братом. В семье имелись оттиски гравюр известных мастеров, и братья делали копии, датированные 12-летним возрастом одного и 14-летним возрастом второго брата (как ученики они не имели права подписывать работу, но добавляли свой возраст и дату). Выполненные ими копии гравюр Альбрехта Дюрера этого периода до настоящего времени ценятся коллекционерами.
В 1570 году Иероним Вирикс работал в мастерской известного издателя Христофора Плантена. В 17-летнем возрасте он создал для Плантена свою первую гравюру. Всего с 1569 по 1576 год награвировал около 120 листов. После смерти отца в 1572 году был отдан для обучения живописи Иерониму Манакеру.
С 1577 по 1580 год Иероним создал множество гравюр по оригиналам живописца Виллема ван Хахта и Годеварда ван Хахта. Его произведения были посвящены в основном аллегорическим и политическим сюжетам, в них он отражал свои симпатии к тем, кто восставал против господства испанцев.
Оба брата, Иероним и Ян, присоединились к Гильдии Святого Луки Антверпена в 1572 году. Ян (Йоханнес), вероятно, обучал брата Антона Второго, а Иероним — Антона Третьего. Братья часто работали вместе, но Йоханнес переехал в Делфт в 1577—1579 годах, вероятно, в результате разграбления Антверпена испанцами в 1576 году, известного как «Испанская ярость». Затем он вернулся в Антверпен почти на двадцать лет (возможно, это был его лучший период) и ненадолго переехал в Гаагу, а затем примерно на рубеже веков поселился в Брюсселе, где оставался до своей смерти.
Братья были записаны как лютеране в 1585 году, но, поскольку позже они проделали большую работу для иезуитов, кажется вероятным, что после этой даты они снова обратились в католичество. Их сотрудничество с иезуитами началось с иллюстраций для издания «Заметки и размышления о Евангелиях» (Adnotationes et Meditationes in Evangelia), проекта, инициированного основателем ордена святым Игнатием Лойолой перед его смертью в 1556 году. Он нанял литератора-иезуита Жерома Надаля подготовить текст, и более полутора сотен рисунков были награвированы разными художниками, в основном итальянскими. Они были задуманы как модели точного изображения евангельских событий и отчасти как ответ Контрреформации протестантской критике католической иконографической традиции. Плантен согласился опубликовать эту работу, но издание не состоялось из-за «Испанской ярости» 1576 года. В конце концов гравюры были опубликованы в отдельном от текста томе в 1593 году под названием «Изображения евангельских рассказов» (Evangelicae Historiae Imagines) и переиздавались ещё в XVIII веке.
Иероним был известен своим беспорядочным поведением, связанным с чрезмерным употреблением алкоголя, проблемами с деньгами и невыполнением оплаченных заказов. Иероним провёл два года в тюрьме за случайное смертельное ранение при нападении в нетрезвом виде на хозяйку таверны, но был помилован в 1580 году. Однако по мере того, как братья становились старше, они стали вести регулярный образ жизни, женились, имели несколько детей и проводили обучение помощников. Так портретист Михил Янс ван Миревелт начал своё обучение у Иеронима, хотя вскоре перешёл к другому мастеру. Самюэл ван Хогстратен был ещё одним учеником Иеронима. Среди его учеников были также Абрахам ван Мерлен, Ян Батист ван ден Санде Старший и Якоб де Верт.
После того, как Антон Второй умер относительно молодым в 1604 году, Иероним взял на себя его незавершённые гравюры и обучение его маленького сына Антона Третьего. Смерть последнего в ещё более молодом возрасте положила конец семейному делу, хотя по крайней мере одна из многочисленных дочерей братьев вышла замуж за гравёра.
Все братья работали для разных издательств, но также сами публиковали свои гравюры: книжные иллюстрации и воспроизведения живописных картин. Иероним опубликовал около 650 гравюр. Как и его братья, он не мог сравниться с работами своего прославленного современника Хендрика Гольциуса и некоторых других голландских гравёров, но, тем не менее, создал ряд выдающихся произведений. Помимо религиозных композиций Иероним делал рисунки с натуры, и гравировал живописные портреты.
Ныне работы мастера хранятся в Музее Бойманса — ван Бёнингена в Роттердаме, Британском музее в Лондонe, Национальной галерее искусства в Вашингтоне и других собраниях.

## Галерея

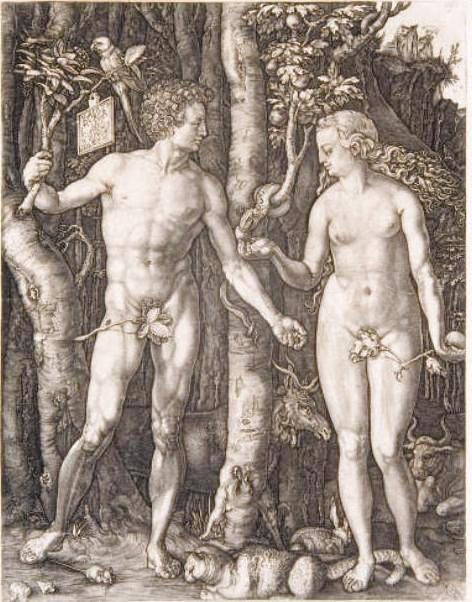
Адам и Ева. По гравюре А. Дюрера
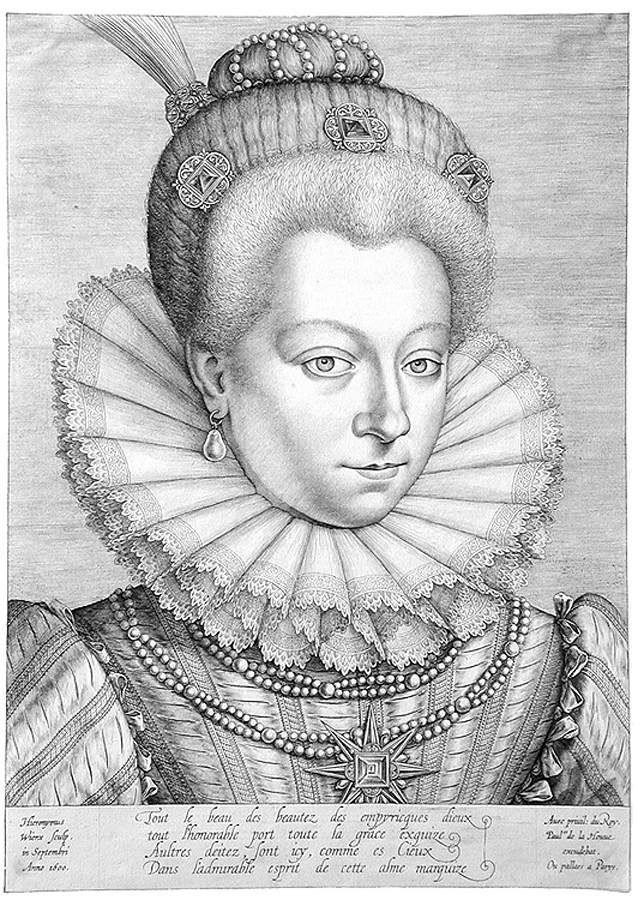
Портрет Генриетты Бальзак д'Энтрег, маркизы де Верней. Офорт
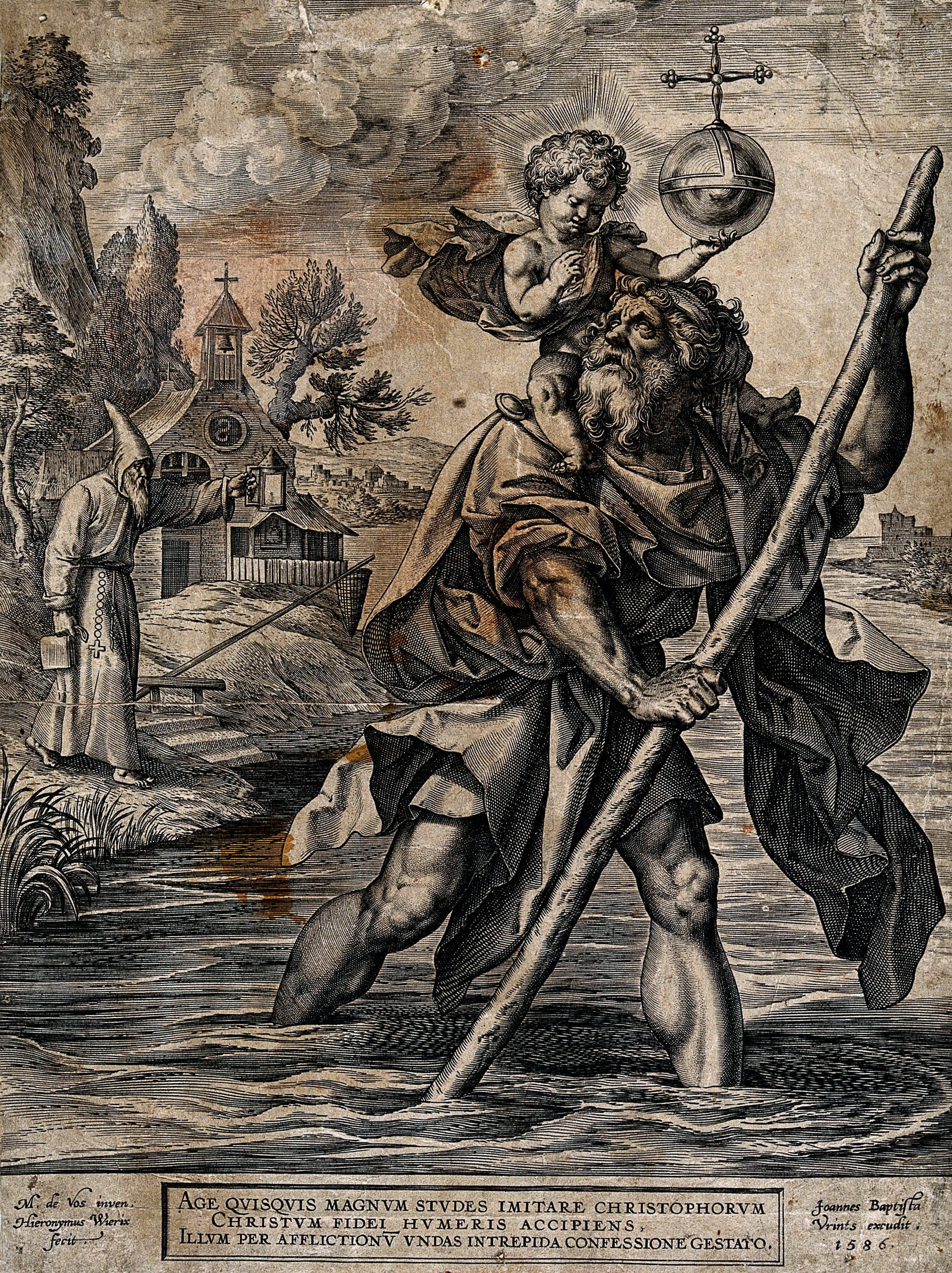
Святой Христофор.1586. Офорт Я. Б. Вринтса по рисунку И. Вирикса
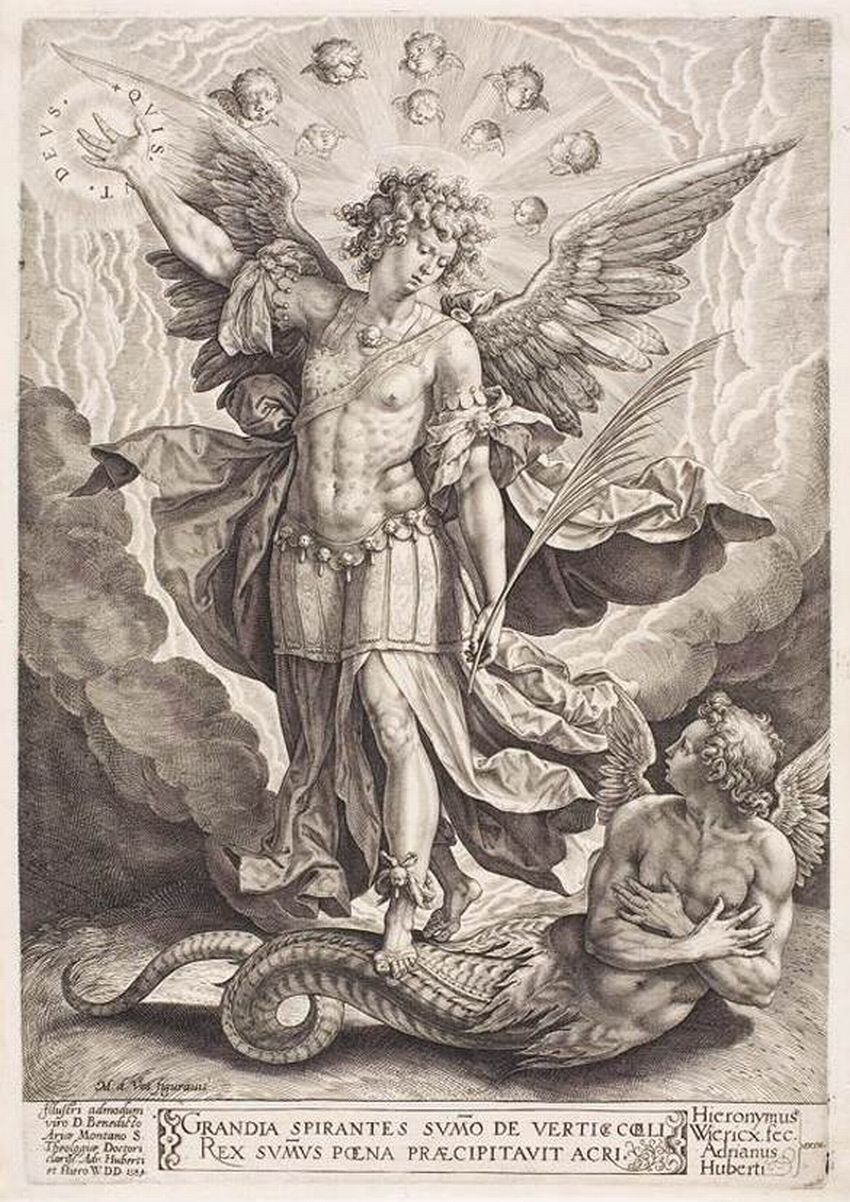
Святой Михаил, поражающий дракона. 1584. Офорт
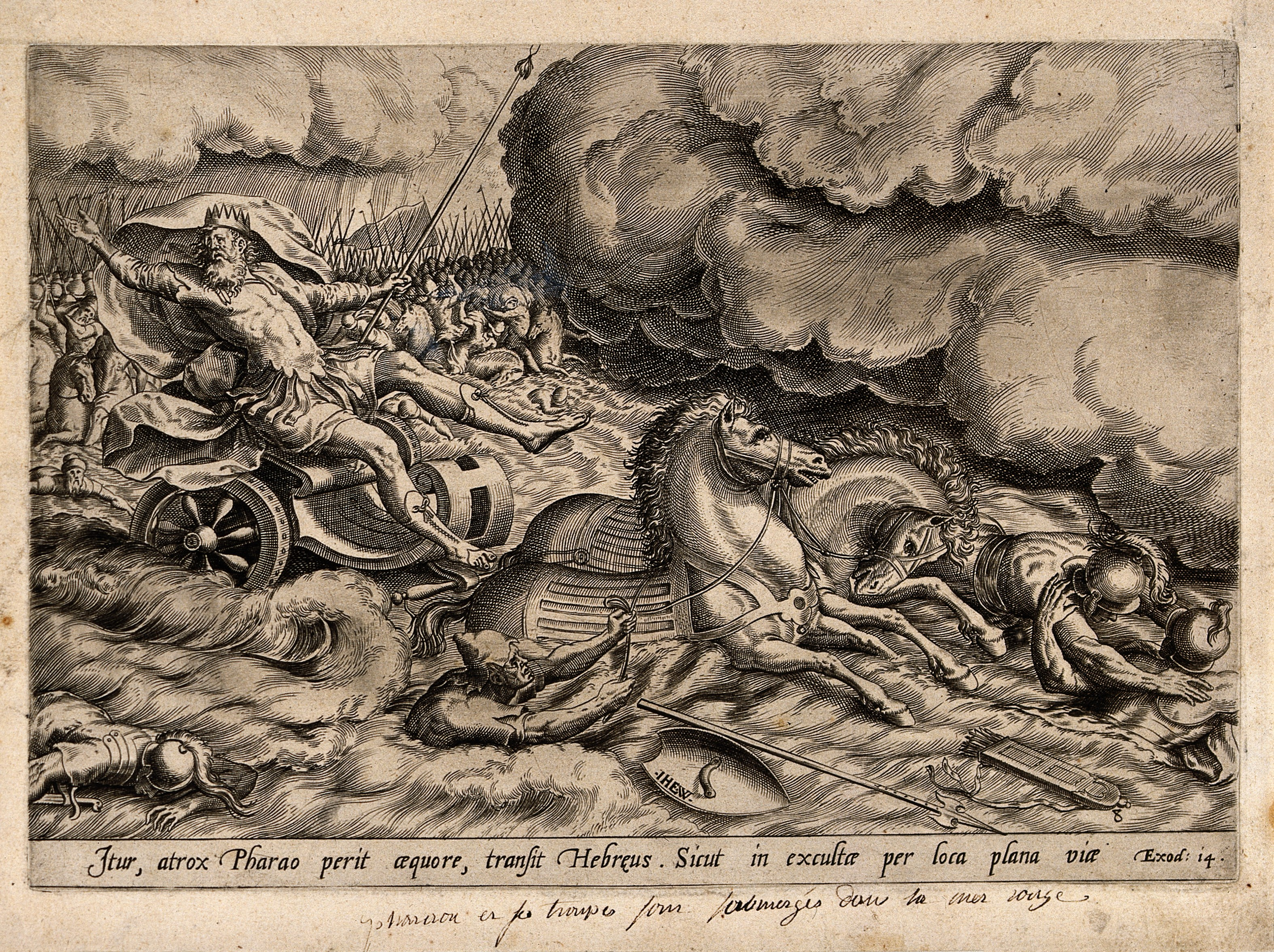
Египтяне тонут, когда Моисей раздвигает воды. Офорт
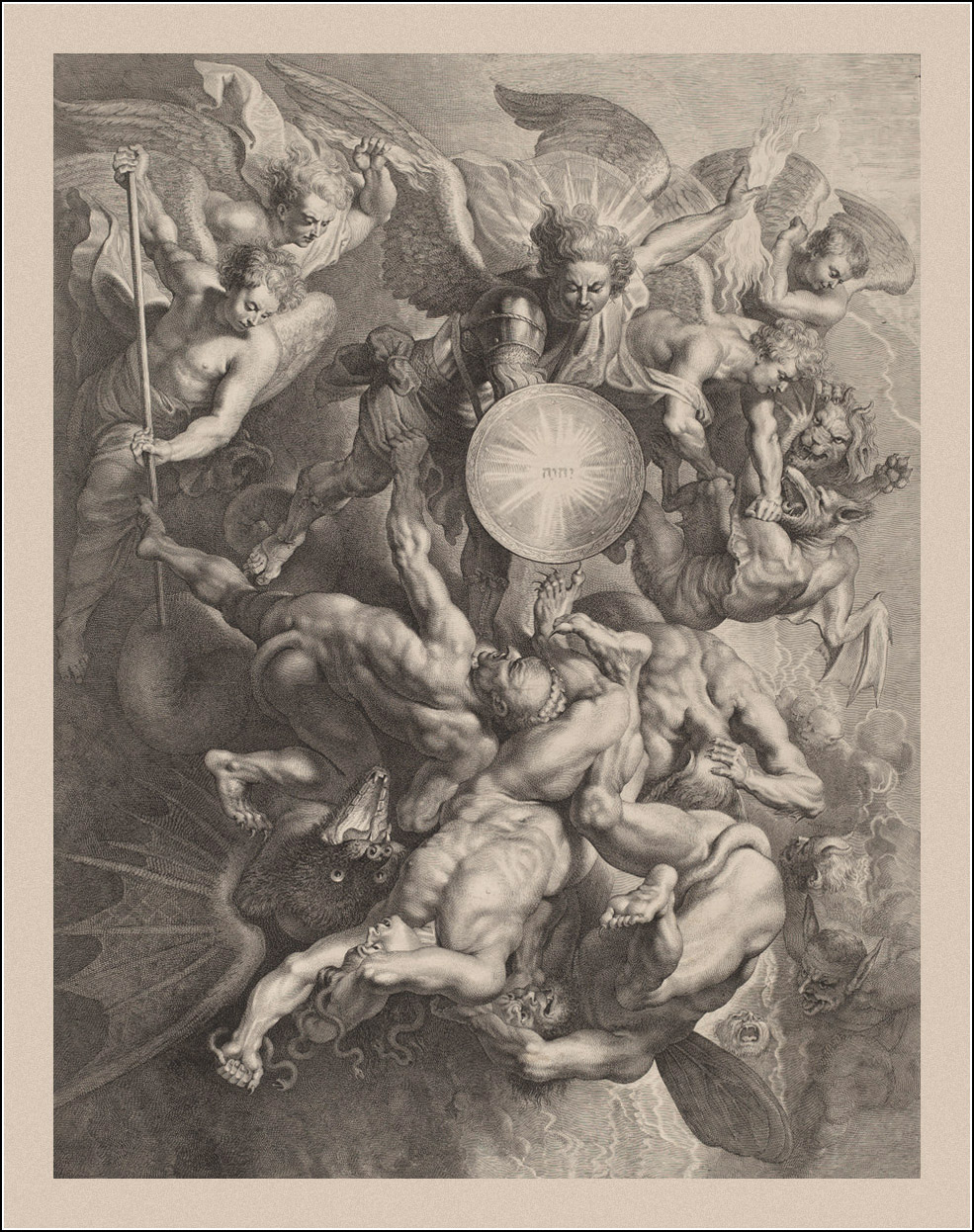
Падение мятежных ангелов. 1621. Офорт
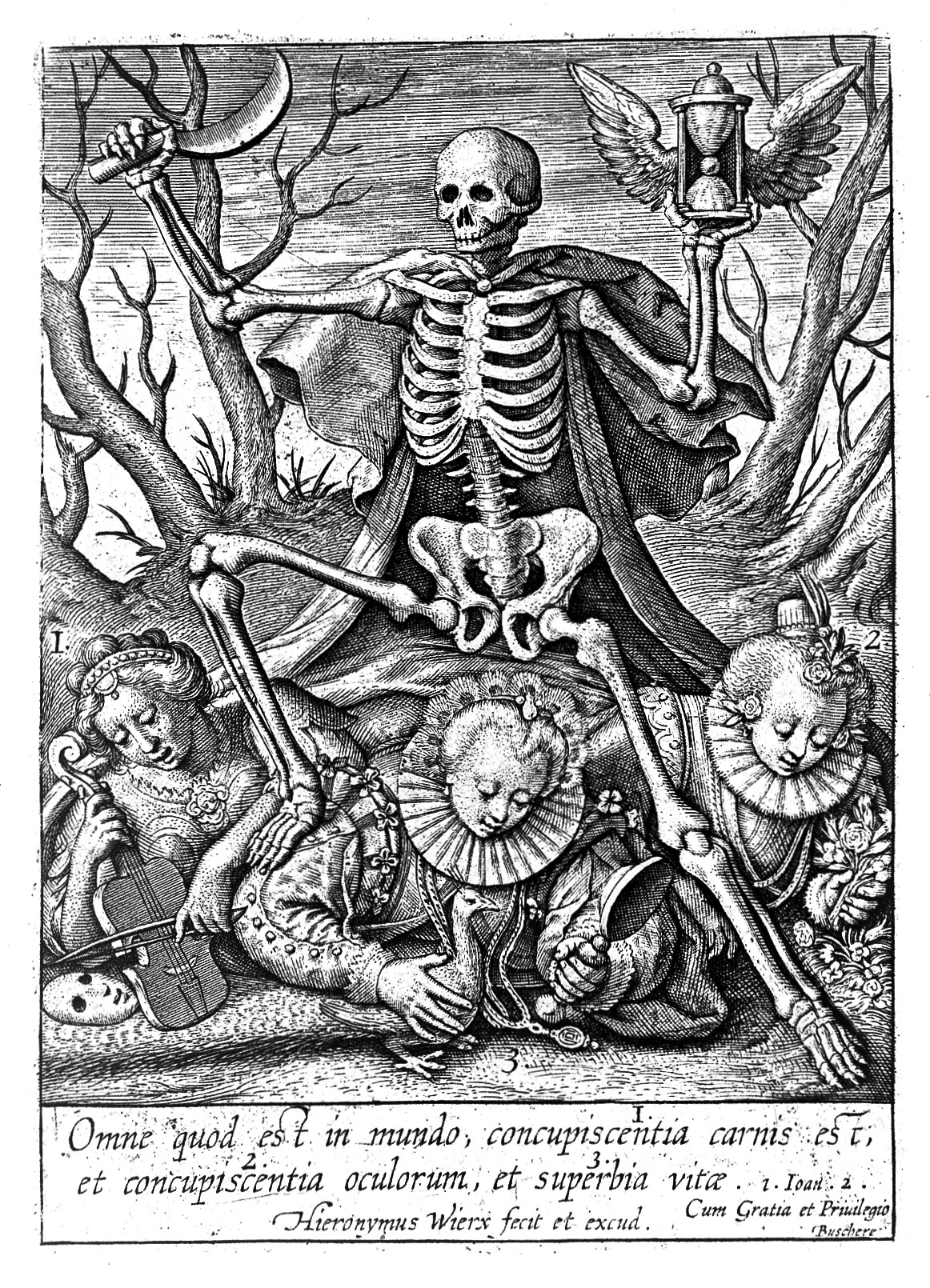
Смерть, попирающая три женские аллегорические фигуры. Офорт